# Ostro (okręt)
„Ostro” – nazwa noszona na przestrzeni dziejów przez okręty Regia Marina i Marina Militare:
- „Ostro” – niszczyciel typu Lampo z początku XX wieku i okresu I wojny światowej[1][2]
- „Ostro”(inne języki) – niszczyciel typu Turbine z okresu międzywojennego i II wojny światowej[3]